# Alba (album d'Ultimo)
Pour les articles homonymes, voir Alba.
Albums de Ultimo
Solo
(2021) Ultimo Live Stadi 2023
(2023)
Singles
1. Vieni nel mio cuore
Sortie : 25 mai 2022
2. Ti va di stare bene
Sortie : 28 octobre 2022
3. Alba
Sortie : 8 février 2023
4. Nuvole in testa
Sortie : 24 mars 2023

Alba est le cinquième album studio de l'auteur-compositeur-interprète italien Ultimo. Publié le 17 février 2023, il contient 14 titres. La semaine de sa sortie, l'album se classe en  1re place du classement de la Federazione Industria Musicale Italiana (FIMI), où il se maintient pendant trois semaines. Quatre singles en sont tirés, dont le single éponyme Alba, avec lequel le chanteur s'est classé en quatrième position au Festival de Sanremo 2023.
En septembre 2024, la plus haute certification de cet album est un double disque de platine en Italie. Au total, quatre des quatorze titres ont reçu une certification, allant du disque d'or au quadruple disque de platine.

## Présentation
Ce cinquième album est anticipé par deux singles, publiés en 2022 : Vieni nel mio cuore et Ti va di stare bene. Vient ensuite le single dont l'album tire son nom : Alba. Sortie peu avant l'album, le 8 février 2023, la chanson fait partie des titres sélectionnés pour le Festival de Sanremo 2023. Au terme de la compétition, le chanteur terminera 4e sur 28 participants. L'album sort finalement le 17 février 2023. Il comporte 14 chansons, toutes écrites et composées par Ultimo. Il se place immédiatement en 1re place du hit-parade italien, s'y maintenant pendant trois semaines. Il se classe également 5e au Schweizer Hitparade en Suisse. Après la sortie de l'album, un dernier single est publié : Nuvole in testa.
L'ensemble des singles seront certifiés : Nuvole in testa recevra un disque d'or ; Ti va di stare bene un disque de platine ; Alba un double platine ; et Vieni nel mio cuore un quadruple platine. L'album est, pour sa part, certifié disque d'or une semaine après sa sortie et, en septembre 2024, sa plus haute certification est un double disque de platine.

## Pistes
Toutes les chansons sont écrites et composées par Niccolò Moriconi (Ultimo).
| 1.    | Alba                  |  |
| 2.    | Nuvole in testa       |  |
| 3.    | Amare                 |  |
| 4.    | Tutto diventa normale |  |
| 5.    | Tu                    |  |
| 6.    | Vivo per vivere       |  |
| 7.    | Ti va di stare bene   |  |
| 8.    | Vieni nel mio cuore   |  |
| 9.    | Sono pazzo di te      |  |
| 10.   | Joker                 |  |
| 11.   | La pioggia di Londra  |  |
| 12.   | Tornare a te          |  |
| 13.   | Le solite paure       |  |
| 14.   | Titoli di coda        |  |
| 47:40 |                       |  |

## Classements et certifications
| Pays                         | Meilleure position | Ref.   |
| ---------------------------- | ------------------ | ------ |
| Italie (FIMI)                | 1                  | [ 10 ] |
| Suisse (Schweizer Hitparade) | 5                  | [ 8 ]  |

| Année | Pays          | Position | Ref.   |
| ----- | ------------- | -------- | ------ |
| 2023  | Italie (FIMI) | 10       | [ 12 ] |
| 2024  | Italie (FIMI) | 80       | [ 13 ] |

| Pays          | Certifications | Ref.   |
| ------------- | -------------- | ------ |
| Italie (FIMI) | 2 × Platine    | [ 10 ] |